# 奧列克西伊夫卡 (羅姆內區)
50°39′36″N 33°35′35″E / 50.66000°N 33.59306°E
阿列克西伊夫卡（烏克蘭語：Олексіївка）是位於烏克蘭東北部的村莊，由蘇梅州羅姆內區的羅姆內市鎮負責管轄。該村距離佩列赫列斯季夫卡和馬利亞里夫希納0.5公里，海拔高度131米，2001年人口275。